# Benjamin Beaux
Pour les articles homonymes, voir Beaux (homonymie).
Pas d'image ? Cliquez ici

a Compétitions nationales et continentales officielles uniquement.

Dernière mise à jour le 11 novembre 2021.
Benjamin Beaux, né le 30 juillet 1986 à Narbonne, est un joueur français de rugby à XV évoluant au poste de troisième ligne aile (1,84 m pour 96 kg).

## Carrière

### Clubs successifs
- 2006-2014 : RC Narbonne
- 2014-2016 : USA Perpignan

## Palmarès
- Vice-champion de France Reichel 2006, face à Bourgoin.
- Champion de France Cadet B en 2001
- Champion de France Cadet A en 2003